# Punta Carnsore
La punta Carnsore  (en irlandés: Carn tSóir; en inglés: Carnsore Point) es un cabo o promontorio del extremo suroeste de la isla de Irlanda, que administrativamente pertenece al condado de Wexford.
La punta Carnsore es usada por la Organización Hidrográfica Internacional (IHO), para delimitar la línea de separación entre el  mar de Irlanda y el mar Céltico.

En el sur.
Una línea que une St. David Head (51º54'N, 5º19'W) con punta Carnsore (52º10'N, 6º22'W).
Limits of oceans and seas, pág. 12 y 13. Corrección de errores en pág. 39.

## Polémica sobre ubicación de una planta nuclear
Es famoso por haber sido la ubicación propuesta en los años de 1970, para la planta de energía del Consejo Nuclear de Energía. La planta hubiera producido electricidad para la red de suministro irlandesa.
Planificada inicialmente en 1968, el gobierno irlandés, impulsó con renovados esfuerzos los planes de construcción a raíz de la crisis del petróleo del año 1973. El plan preveía una planta nuclear, eventualmente ampliable a cuatro, pero fue (discretamente) abandonado tras la oposición de los grupos ecologistas.
Una serie de conciertos gratuitos se celebraron en Carnsore Point en 1978 y 1979. Titulados, respectivamente, «Get To The Point» y «Back To The Point», los conciertos constituyeron sonados éxitos y sirvieron para poner en conocimiento del público la situación general de la energía nuclear en Irlanda.
Irónicamente, Carnsore Point es ahora la sede de una de las mayores plantas generadoras de energía eólica, dirigida por una empresa subsidiaria del Consejo de Suministro Eléctrico (Electricity Supply Board).